# Rinaldo I di Borgogna
Rinaldo di Mâcon, o Rainaldo o Reginaldo I di Borgogna, in francese Renaud de Bourgogne (990 circa – 3 settembre 1057), fu conte di Borgogna dal 1026 fino alla sua morte.

## Origine
Secondo il documento n° 2817 del Recueil des chartes de l'abbaye de Cluny. Tome 4 era figlio del duca di Borgogna, conte di Borgogna e conte di Mâcon, Ottone I Guglielmo e della moglie, come ci viene confermato dalla Chronique de l'abbaye de Saint-Bénigne de Dijon, Ermentrude di Roucy (circa 950 - 1004), che era figlia del conte di Reims e signore di Roucy, Rinaldo; anche Rodolfo il Glabro, nel suo Rodulfus Glaber Cluniacensis, Historiarum Sui Temporis Libri Quinque, ci conferma che era figlio di Ottone I Guglielmo e Ermetrude, non nominandola, ma definendola sorella del vescovo di Langres, Brunone di Roucy (Brunone Lingonensi episcopo, cuius habebat in matrimonio sororem)).
Ottone I Guglielmo, come ci conferma ancora Rodolfo il Glabro discendeva dalla stirpe degli Anscarici: era il figlio di Adalberto II, sesto marchese d'Ivrea e re d'Italia e di Gerberga di Châlon (circa 945-circa 990), figlia del conte di Châlon e d'Autun, Lamberto e della sua prima moglie, di cui non si conoscono né il nome né gli ascendenti; inoltre secondo la Chronica Albrici Monachi Trium Fontium, Ottone Guglielmo fu adottato dal duca di Borgogna e conte d'Autun, di Beaune e di Avallon, Enrico I Oddone, che aveva sposato sua madre, vedova di Adalberto II.

## Biografia
Nel 982 suo padre Ottone Guglielmo ricevette dal patrigno Enrico I la contea di Mâcon per diritto di matrimonio (infatti sua madre, Ermentrude di Roucy come attesta il documento n° VII del cartulary of Saint-Vincent de Mâcon era vedova del conte di Mâcon, Alberico, e, come ci viene confermato dal documento n° 1291 del Recueil des chartes de l'abbaye de Cluny. Tome 2, inerente a una donazione fatta dal conte Alberico, assieme alla moglie, nel 971); inoltre il patrigno, Enrico I, creò per Ottone Guglielmo la contea di Borgogna, della quale fu il primo conte.
I territori della contea di Borgogna non erano nel regno di Francia ma facevano parte del regno di Arles o di Borgogna, di cui era re Corrado.
Nel 995 il fratello maggiore Guido (975-1004) venne associato al potere della contea.
Nel 996 il duca Enrico I di Borgogna, non avendo avuto figli né da Gerberga, né dalla seconda moglie Gersenda di Guascogna, nominò Ottone Guglielmo unico erede anche del ducato di Borgogna, come ci viene confermato dalla Chronica Albrici Monachi Trium Fontium.
Il patrigno di suo padre, il duca Enrico I di Borgogna (dux Heinricus) morì nel 1002, preso Pouilly-sur-Saône, sul fiume Saona (Castrum Pulliacum super Ararim), come ci vienne confermato dal Rodulfus Glaber Cluniacensis, Historiarum Sui Temporis Libri Quinque e dalla Chronica Albrici Monachi Trium Fontium, che ci conferma che Ottone I Guglielmo ereditò il ducato di Borgogna, concedendo la contea di Mâcon al fratello di Rodolfo, il figlio primogenito Guido.
Però il re di Francia, Roberto II rivendicò la successione, e, suo padre, Ottone Guglielmo occupò il ducato, avvantaggiato dai suoi rapporti con il Paese. A seguito di una guerra contro il re Roberto II, Ottone Guglielmo, nel 1005, dovette rinunciare al ducato; questi avvenimenti sono narrati da Rodolfo il Glabro nel capitolo VIII del libro secondo del suo Rodulfus Glaber Cluniacensis, Historiarum Sui Temporis Libri Quinque.
Verso il 1004, alla morte del figlio primogenito Guido, la contea di Mâcon passò al figlio di Guido, Ottone II di Mâcon), mentre Rinaldo divenne l'erede della contea di Borgogna. In quell'anno, suo padre, Ottone Guglielmo si trovava a Digione, dove fece una donazione assieme a Rinaldo, in suffragio delle anime del patrigno, Enrico e della madre, Gerberga, del figlio primogenito, Guido e della moglie Ermetrude, come ci viene confermato dalla Chronique de l'abbaye de Saint-Bénigne de Dijon.
Il documento 2694 del Recueil des chartes de l'abbaye de Cluny. Tome 3, conferma una donazione fatta da Rinaldo assieme al padre, Ottone Guglielmo, la matrigna (seconda moglie del padre), Adelaide d'Angiò, e il nipote, Ottone II di Mâcon; e sempre in quell'anno, Rinaldo, controfirmò il documento n° CCCCXC del Cartulary of Saint-Vincent de Mâcon, inerente a una donazione fatta da suo padre, Ottone Guglielmo con la moglie, Adelaide.
Nel 1016 Rinaldo sposò Adelaide o Alice di Normandia, che, secondo il monaco e cronista normanno Guglielmo di Jumièges, autore della sua Historiæ Normannorum Scriptores Antiqui, era la figlia del quarto signore della Normandia e il secondo a ottenere il titolo formale di Duca di Normandia, Riccardo II e di Giuditta di Bretagna che, secondo ancora Guglielmo di Jumièges era la sorella di Goffredo I di Bretagna, quindi era figlia del conte di Rennes e duca di Bretagna, Conan I il Torto e della moglie, Ermengarda d'Angiò (come ci viene confermato dal monaco Rodolfo il Glabro, uno dei maggiori cronisti d'età medievale). Il matrimonio di Alice e Rinaldo viene ricordato anche da Rodolfo il Glabro e dal monaco e cronista inglese, Orderico Vitale, in cui ricorda anche che Alice era la zia di Guglielmo il Conquistatore.
Secondo le Europäische Stammtafeln, vol II, cap. 59 (non consultate), Rinaldo di Borgogna risulta sposato con Giuditta, per cui si presume che Alice oltre che Adelaide fosse citata anche come Giuditta.
Ancora Guglielmo di Jumièges ci riporta un fatto accaduto prima del 1026: Rinaldo era stato catturato e fatto prigioniero dal vescovo di Auxerre e conte di Chalon, Ugo (per compiacere il re di Francia, Roberto II). Siccome le richieste di Ottone Guglielmo al vescovo Ugo per liberare Rinaldo non avevano ottenuto soddisfazione, il duca di Normandia, Riccardo II, suocero di Rinaldo, decise di inviare in Borgogna un esercito condotto dal figlio primogenito, Riccardo, che dopo avere messo sotto assedio un castello, si diressero su Chalon, dove il vescovo, Ugo, valutando che l'esercito normanno era molto numeroso, decise di sottomettersi e rilasciare Rinaldo.
Secondo il documento n° 2782, datato 2 novembre 1023, del Recueil des chartes de l'abbaye de Cluny. Tome 3 e sottoscritto tra gli altri dallo stesso Rinaldo, dalla moglie, Adelaide o Alice, e dalla matrigna, Adelaide, suo padre, Ottone Guglielmo lo associò al governo della contea.
Nel 1026, dopo la morte del padre, Ottone Guglielmo, (secondo la Chronique de l'abbaye de Saint-Bénigne de Dijon, nell'Abbazia di San Benigno, a Digione vi è la lapide, in cui si ricorda la morte il 21 settembre (XI Kal Oct)) Rinaldo gli succedette nel titolo di conte di Borgogna. La Chronica Albrici Monachi Trium Fontium, riporta che la successione avvenne nel 1027: Rinaldo nella contea di Borgogna e Ottone II di Mâcon, figlio di Guido, nella contea di Mâcon.
Nel 1030 Rinaldo con la moglie, Alice citata come Adelaide, controfirma il documento n° 17, redatto da Roberto I, Duca di Borgogna, della Histoire des ducs de Bourgogne de la race Capétienne, in cui il duca conferma la restituzione del villaggio di Juilly all'abbazia di Cluny, fatta dal padre, Ottone I Guglielmo.
Nel 1032, alla morte senza eredi dell'ultimo re di Arles o delle due Borgogne, Rodolfo III di Borgogna (che aveva lasciato il regno al proprio cugino, l'imperatore Corrado II), Rinaldo si trovò coinvolto nella guerra di successione del regno di Arles o delle due Borgogne (1032 – 1034), che vide vincitore l'imperatore Corrado II detto il Salico, che sconfisse l'altro pretendente, Oddone II, conte di Blois, di Chartres, di Châteaudun, di Tours, di Provins, di Reims, di Meaux e di Troyes, che aveva occupato il regno di Arles, per cui suo malgrado Rinaldo I di Borgogna si dovette riconoscere vassallo dell'imperatore, in quanto re di Arles o di Borgogna.
Forse Rinaldo ebbe una seconda moglie di nome, Giuditta, in quanto il documento n° 15 del The Cartulary of Flavigny 717-1113, del 18 maggio 1037, in cui Rinaldo fece un donazione al monastero di Flavigny la moglie di Rinaldo, viene citata con il nome di Giuditta. Molto probabilmente, pur essendo citata con il nome di Giuditta, si trattava sempre di Alice.
Nel 1039 l'arcivescovo di Besançon Ugo I di Salins divenne il principale consigliere del nuovo re di Germania, il futuro imperatore Enrico III, con benefici per il conte di Borgogna che fu nominato Cancelliere e ricette alcune autonomie e fu largamente compensato per tutti i servizi resi e la totale e devota collaborazione all'imperatore.
Nel 1043 per il fidanzamento dell'imperatore Enrico III con Agnese di Poitou, figlia del duca d'Aquitania Guglielmo V di Aquitania e nipote di Rinaldo I di Borgogna, celebrato a Besançon, l'arcivescovo di Besançon, Ugo di Salins fu nominato principe del Sacro Romano Impero e ricevette diritti giuridici, politici, finanziari ed economici sulla città di Besançon, in pratica il governo della città, sottraendolo al conte di Borgogna, Rinaldo I.
Per la Borgogna fu un periodo di prosperità dovuto allo sviluppo delle vie commerciali attraverso la regione del Giura e allo sfruttamento delle miniere di sale.
Secondo il Bernoldi Chronicon, alla morte del Duca della Bassa Lorena (Lotaringia) e Duca dell'Alta Lorena (Lotaringia)] Gothelo o Gozzelone I, nel 1044, il re di Germania e futuro Imperatore del Sacro Romano Impero, Enrico III, autorizzò il figlio primogenito, Goffredo il Barbuto a succedere al padre nel Ducato dell'Alta Lorena (Lotaringia), che già la governava; però Enrico III riteneva che i due ducati dovessero essere governati separatamente e approfittò dell'occasione per dividerli nuovamente; rifiutò quindi di concedere il ducato della Bassa Lorena a Goffredo, concedendolo invece al maschio secondogenito, Gothelo o Gozzelone II, detto il Codardo.
Goffredo si ribellò, ma Enrico III mantenne la propria decisione e, all'assemblea di Aquisgrana, fu condannato alla perdita sia del ducato che della contea di Verdun, ricevuta in feudo dal re. Allora Goffredo passò a una ribellione fiera, aperta e armata, devastando le terre della Bassa Lorena, tra cui la città di Verdun e portando la guerra anche in Borgogna.
Rinaldo, che aveva appoggiato Goffredo, nel 1044, secondo il Herimanni Augiensis Chronicon, fu sconfitto dal conte di Mousson, Luigi di Montbelliard, mentre l'anno dopo, fu sconfitto dall'imperatore stesso, a cui fece atto di sottomissione, nella città di Soleure.
Rinaldo morì il 3 (o il 4 settembre) 1057, e gli succedette come conte di Borgogna il figlio Guglielmo.
La sua salma fu inumata nella Cattedrale di San Giovanni a Besançon.

## Discendenza
Rinaldo e Alice ebbero 3 o 4 figli:
- Guglielmo[16] (1020 - 1087), conte di Borgogna e di Mâcon, padre del papa Callisto II;
- Guido di Brionne[16] (circa 1025 - 1069), conte di Vernon e conte di Brionne, che rivendicò il ducato di Normandia[38], cercando di contrastare il cugino, Guglielmo il Conquistatore[39], dal quale, appoggiato dal re di Francia, Enrico I[38], fu sconfitto[40];
- Ugo di Borgogna (circa 1037 - circa 1086), visconte di Lons-le-Saunier, citato, assieme ai genitori nel documento n°15 del The Cartulary of Flavigny 717-1113, del 18 maggio 1037[29];
- Folco di Borgogna, citato nel documento n° 175 delle Lettre touchant Beatrix comtesse de Chalon, dal fratello Guglielmo[41].

Alcuni sostengono che fosse loro figlia anche:
- Alberada di Buonalbergo (1032 - dopo il 1058), prima moglie di Roberto il Guiscardo, che divorziò per consanguineità[42].

## Ascendenza
|                                |   |                        | Genitori                |  |  | Nonni |  |  | Bisnonni              |  |  | Trisnonni           |  |
|                                |   |                        |                         |  |  |       |  |  | Berengario II d'Ivrea |  |  | Adalberto I d'Ivrea |  |
|                                |   |                        |                         |  |  |       |  |  | Berengario II d'Ivrea |  |  | Adalberto I d'Ivrea |  |
|                                |   | Gisla del Friuli       |                         |  |  |       |  |  | Berengario II d'Ivrea |  |  |                     |  |
| Adalberto II d'Ivrea           |   |                        |                         |  |  |       |  |  | Berengario II d'Ivrea |  |  |                     |  |
|                                |   | Willa III d'Arles      | Bosone d'Arles          |  |  |       |  |  |                       |  |  |                     |  |
|                                |   | Willa III d'Arles      | Bosone d'Arles          |  |  |       |  |  |                       |  |  |                     |  |
|                                |   | Willa III d'Arles      | Willa II di Borgogna    |  |  |       |  |  |                       |  |  |                     |  |
| Ottone I Guglielmo di Borgogna |   | Willa III d'Arles      |                         |  |  |       |  |  |                       |  |  |                     |  |
|                                |   | Lamberto di Châlon     | Roberto di Digione      |  |  |       |  |  |                       |  |  |                     |  |
|                                |   | Lamberto di Châlon     | Roberto di Digione      |  |  |       |  |  |                       |  |  |                     |  |
|                                |   | Lamberto di Châlon     | Ingeltrude              |  |  |       |  |  |                       |  |  |                     |  |
| Gerberga di Châlon             |   | Lamberto di Châlon     |                         |  |  |       |  |  |                       |  |  |                     |  |
|                                |   | Adelaide di Châlon     | Gilberto di Borgogna    |  |  |       |  |  |                       |  |  |                     |  |
|                                |   | Adelaide di Châlon     | Gilberto di Borgogna    |  |  |       |  |  |                       |  |  |                     |  |
|                                |   | Adelaide di Châlon     | Ermengarda di Borgogna  |  |  |       |  |  |                       |  |  |                     |  |
| Rinaldo I di Borgogna          |   | Adelaide di Châlon     |                         |  |  |       |  |  |                       |  |  |                     |  |
|                                | … | …                      |                         |  |  |       |  |  |                       |  |  |                     |  |
|                                | … | …                      |                         |  |  |       |  |  |                       |  |  |                     |  |
|                                | … | …                      |                         |  |  |       |  |  |                       |  |  |                     |  |
| Rinaldo di Roucy               | … |                        |                         |  |  |       |  |  |                       |  |  |                     |  |
|                                |   | …                      | …                       |  |  |       |  |  |                       |  |  |                     |  |
|                                |   | …                      | …                       |  |  |       |  |  |                       |  |  |                     |  |
|                                |   | …                      | …                       |  |  |       |  |  |                       |  |  |                     |  |
| Ermentrude di Roucy            |   | …                      |                         |  |  |       |  |  |                       |  |  |                     |  |
|                                |   | Gilberto di Lotaringia | Reginardo di Lotaringia |  |  |       |  |  |                       |  |  |                     |  |
|                                |   | Gilberto di Lotaringia | Reginardo di Lotaringia |  |  |       |  |  |                       |  |  |                     |  |
|                                |   | Gilberto di Lotaringia | Hersenda (o Alberada)   |  |  |       |  |  |                       |  |  |                     |  |
| Alberada di Lotaringia         |   | Gilberto di Lotaringia |                         |  |  |       |  |  |                       |  |  |                     |  |
|                                |   | Gerberga di Sassonia   | Enrico I di Sassonia    |  |  |       |  |  |                       |  |  |                     |  |
|                                |   | Gerberga di Sassonia   | Enrico I di Sassonia    |  |  |       |  |  |                       |  |  |                     |  |
|                                |   | Gerberga di Sassonia   | Matilde di Ringelheim   |  |  |       |  |  |                       |  |  |                     |  |
|                                |   | Gerberga di Sassonia   |                         |  |  |       |  |  |                       |  |  |                     |  |

### Fonti primarie
- (LA)  Monumenta Germaniae Historica, Scriptores, tomus VII.
- (LA)  Monumenta Germaniae Historica, Scriptores, tomus V.
- (LA)  Monumenta Germaniae Historica, Scriptores, tomus XXIII.
- (LA)  Lettre touchant Beatrix comtesse de Chalon.
- (LA)  Rodulfus Glaber Cluniacensis, Historiarum Sui Temporis Libri Quinque.
- (LA)  cartulary of Saint-Vincent de Mâcon.
- (LA)  Recueil des chartes de l'abbaye de Cluny. Tome 2.
- (LA)  Recueil des chartes de l'abbaye de Cluny. Tome 4.
- (LA)  Recueil des chartes de l'abbaye de Cluny. Tome 3.
- (LA)  Chronique de l'abbaye de Saint-Bénigne de Dijon.
- (LA)  Histoire des ducs de Bourgogne de la race Capétienne.
- (LA)  The Cartulary of Flavigny 717-1113.
- (LA)  Lettre touchant Beatrix comtesse de Chalon.
- (LA)  Historia Ecclesiastica, tomus III.
- (LA)  Saeculum XII. Orderici Vitalis, Historia ecclesiastica. Tomus unicum.
- (LA)  Historiæ Normannorum Scriptores Antiqui.

### Letteratura storiografica
- Louis Halphen, "La Francia dell'XI secolo", cap. XXIV, vol. II (L'espansione islamica e la nascita dell'Europa feudale) della Storia del Mondo Medievale, 1979, pp. 770–806.
- Caroline M. Riley, "L'imperatore Enrico III", cap. VIII, vol. IV (La riforma della chiesa e la lotta fra papi e imperatori) della Storia del Mondo Medievale, 1979, pp. 193–236.
- William John Corbett, L'evoluzione del ducato di Normandia e la conquista normanna dell'Inghilterra, cap. I, vol. VI (Declino dell'impero e del papato e sviluppo degli stati nazionali) della Storia del Mondo Medievale, 1979, pp. 5–55.
- Paul Fournier, "Il regno di Borgogna o d'Arles dal XI al XV secolo", cap. XI, vol. VII (L'autunno del medioevo e la nascita del mondo moderno) della Storia del Mondo Medievale, 1981, pp. 383–410.